# 1967 코파 델 헤네랄리시모 결승전
1967 코파 델 헤네랄리시모 결승전(스페인어: La Final de la Copa del Generalísimo de 1967)은 현재 코파 델 레이로 알려진 스페인 컵대회의 63번째 결승전이다. 이 경기는 1967년 7월 2일, 마드리드의 산티아고 베르나베우에서 열렸고, 발렌시아가 아틀레티코 빌바오를 2-1로 이기고 통산 4번째 우승을 거두었다.

## 상세 경기 정보
| 발렌시아              | 2–1               | 아틀레티코 빌바오 |
| --------------------- | ----------------- | ----------------- |
| 하라 45′ · 파키토 55′ | 리포트 (스페인어) | 아르고이티아 63′  |

| 발렌시아: |    |                    |
|           |    |                    |
| GK        | 1  | 아벨라르도         |
| DF        | 2  | 후안 솔            |
| DF        | 3  | 마누엘 메스트레    |
| DF        | 4  | 타토노             |
| MF        | 5  | 파키토             |
| MF        | 6  | 로베르토 힐 (주장) |
| FW        | 7  | 폴리               |
| FW        | 8  | 비센테 기요트      |
| FW        | 9  | 와우두             |
| FW        | 10 | 호세 클라라문트    |
| FW        | 11 | 비센테 하라        |
| 감독:     |    |                    |
| 문도      |    |                    |

| 아틀레티코 빌바오: |    |                          |
|                    |    |                          |
| GK                 | 1  | 호세 앙헬 이리바르       |
| DF                 | 2  | 호세 오루에 (주장)       |
| DF                 | 3  | 루이스 마리아 에체베리아 |
| DF                 | 4  | 헤수스 아랑구렌          |
| MF                 | 5  | 루이스 마리아 수가사가   |
| MF                 | 6  | 호세 라라아우리          |
| FW                 | 7  | 이냐키 사에스            |
| FW                 | 8  | 호세 아르고이티아        |
| FW                 | 9  | 안톤 아리에타            |
| FW                 | 10 | 피델 우리아르테          |
| FW                 | 11 | 체추 로호                |
| 감독:              |    |                          |
| 아구스틴 가인사    |    |                          |